# Eliseu Alegre i Bolet
Eliseu Alegre i Bolet (Castellví de la Marca, 2 de maig del 1995) és un mestre i polític català, alcalde de Castellví de la Marca des del juny de 2023.
Ha anat compaginant la feina professional amb la política durant diversos anys. Es va graduar en Mestre d'Educació Primària especialitzat en Pedagogia Terapèutica a la Universitat de Barcelona, i va ampliar la seva formació cursant el Màster en Direcció i Gestió de Centres Educatius a la mateixa facultat. Des del 2019 ha exercit com a mestre a diferents escoles públiques de Catalunya. Des del curs 2021-2022 és docent a l'escola Montanyans de Sant Marçal, al terme municipal de Castellet i la Gornal. Compta amb una llarga experiència al món de l'educació en el lleure molt vinculada a l'Agrupament Escolta Els Xarel·los, una entitat que forma part d'Escoltes Catalans.
Durant el juny del 2019 va començar l'activitat política com a regidor de festes i tradicions, esports, igualtat i LGTBIQ+, i nuclis urbans i masies de Junts per Castellví de la Marca. El 2023 va ser investit com a alcalde de Castellví de la Marca, tot encapçalant l'equip de govern de l'Ajuntament pel partit d’Impulsem Castellví (Impulsem el Penedès). Des de l'any 2023 també exerceix com a vicepresident de la Mancomunitat Penedès-Garraf, gestionant l'àrea d'energia i gestió forestal.
És un dels fundadors i balladors de l'Ovella de Castellví de la Marca. També és membre i fundador del Ball de Pastorets de la Múnia, tot i que al llarg dels anys ha passat per diferents entitats culturals del seu municipi com ara la Coral El Petit Valiet, el grup de teatre Loftu i el Ball de Capgrossos.